# Чобаніди
Чобаніди — династія іранських та азербайджанських правителів, що походила з монгольського племені сулдус (тайджиути). Предок Чобанідів, Сорхан-Шира, допоміг Чингісхану під час тайджиутівського полону. В Улусі Хулагу займали вищі посади. В останній період існування Улус правили від імені підставних ільханів Хулагу поперемінно з династією Джалаїридів, а після припинення династії Хулагуїдів заснували власну державу на території, що входить до складу сучасного Іранського Азербайджану.

## Представники династії
- Сорхан-Шира
  - Чілаун, син Сорхан-Шира
    - Судун-нойон, син Чілаун-баатора
      - Тудаун (пом. 1277), син Судун-нойона
        - Мелік (?), Син Тудауна
          - Чобан, син Меліка, улусний емір держави Хулагуїдів (Улус Хулагу) (?) (1307 - 1327)
            - Дімішк-ходжа, син Чобана, візир, наіб Азербайджану і обох Іраків
            - Хасан, син Чобана, наіб Хорасану і Мазандерану (? - 1329)
              - Талиш, син Хасана, наіб Ісфахана , Фарсу і Кермана (1324-1329)

            - Тімурташ, син Чобана, наіб Рума (1319-1327)
              - Шейх Хасан Кючюк (нар. 1319), син Тімурташа, беклербек Улус Хулагу і наіб Азербайджана (1327 - 1343)
              - Аль-Малік аль-Ашраф, син Тімурташа, беклербек Улус Хулагу і наіб Азербайджану (1343 - 1353), султан Азербайджану (1353 - 1357)
                - Ахіджук, раб ал-Малік ал-Ашрафа, султан Азербайджану (1357 - 1359)